# Робърт Бийти
Робърт Бийти (на английски: Robert Beatty) е американски компютърен специалист, предприемач и писател на произведения в жанра фентъзи и детска литература.

## Биография и творчество
Робърт Алън Бийти е роден на 16 юни 1963 г. в Мичиган, САЩ. Запален читател, той опитва да пише още от 11-годишна възраст. Едновременно опознава компютрите и програмирането, а 15-годишен работи като програмист на непълно работно време в местна компания за поточни линии. Завършва колеж със специалност машиностроене с акцент в компютърните науки. В университета е шампион по фехтовка със саби, капитан на университетския си отбор по фехтовка, както и запален планинар и алпинист.
След дипломирането си работи като един от пионерите в облачните изчисления в „Plex Manufacturing Cloud“. През 1995 г. е съосновател и изпълнителен директор на компания „Plex Systems“, която предоставя информационни системи за управление на автомобилната, космическата и отбранителната промишленост. Съосновател е на „Beatty Robotics“. Работи и в други технологични компании и има събствени патенти. През 2007 г. е обявен за предприемач на годината. След това работи като технически директор на списание „Narrative“, като в периода 2009 – 2013 г. е член на Съвета на директорите, а от 2013 г. е негов председател. За дейността му и дъщерите му в областта на роботиката е приет от президента Обама в Белия дом през 2014 г. и семейството му е посочено от президента като образец на американския предприемачески дух.
Опитва да пише романи в продължение на над 30 години и посещава писателски конференции и курсове, но ръкописите му (14) са отхвърлени от издателствата. Дъщеря му Камил намира негов стар ръкопис и го харесва. Вдъхновен от това той започва да пише героично фентъзи за дъщерите си, с тяхна помощ, като от 2013 г. се посвещава на основно на писателстата си кариера.
Първият му роман „Серафина и черният плащ“ от поредицата „Серафина“ е издаден през 2015 г. Той е призрачен мистериозен трилър за смело и необичайно момиче, което живее тайно в мазето на известното имение Билтмор и мрачните горски пътеки. Романът става бестселър №1 в списъка на „Ню Йорк Таймс“ и печели престижната литературна награда „Пат Конрой“ в категорията за детски книги. Следващите книги от поредицита също са бестселъри.
През 2018 г. започва следващата си поредица „Уила от гората“, която представя историята на младо горско момиче с древни магически сили, което се бори за оцеляване и разбирателство в Голямата опушена планина.
Робърт Бийти живее със семейството си в планината Блу Ридж в Ашвил, Северна Каролина, близо до имението Билтмор.

## Произведения

### Серия „Серафина“ (Serafina)
1. Serafina and the Black Cloak (2015)
Серафина и черният плащ, изд.: „Софтпрес“, София (2017), прев. Паулина Мичева
2. Serafina and the Twisted Staff (2016)
Серафина и магическият жезъл, изд.: „Софтпрес“, София (2017), прев. Паулина Мичева
3. Serafina and the Splintered Heart (2017)
Серафина и изгубеното сърце, изд.: „Софтпрес“, София (2017), прев. Паулина Мичева
4. Serafina and the Seven Stars (2019)

### Серия „Уила от гората“ (Willa of the Wood)
1. Willa of the Wood (2018)
2. Willa of Dark Hollow (2021)